# 요미우리 TV 목요드라마
목요드라마는 닛폰 TV 방송망, 주쿄 TV 방송, 요미우리 TV 방송, 히로시마 TV 방송 및 닛폰TV 네트워크 협의회 계열국이 2013년부터 편성하고 있는 연속 TV 드라마이다.

## 방송 작품

### 2013년
- 엉터리 히어로
- 도시 의사 점보!!
- 백마 탄 왕자님 순애 적령기

### 2014년
- 위자료 변호사~당신의 눈물, 돈으로 바꿉시다~
- 토쿠보우 경찰청 특수방범과
- 수의사 씨, 사건이에요
- 빈타!~변호사 사무원 미노와가 사랑으로 해결합니다~

### 2015년
- 5성급 관광~최고의 여행, 안내합니다!!~
- 연애 시대
- 혼활 형사
- 청춘탐정 하루야~어른의 악을 허락하지 않는다!~

### 2016년
- 머니의 천사~당신의 돈 되찾아드립니다!~
- 닥터 카
- 유산상속 변호사 카키자키 신이치
- 검은 10인의 여자

### 2017년
- 마스야마 초능력사 사무실
- 사랑이 서툴러도 잘 살고 있습니다
- 뇌에 스마트폰이 묻혔다!
- 블랙 리벤지
- 잠못드는 진주~아직 사랑해도 되나요?~

### 2018년
- 리피트~운명을 바꾸는 10개월~
- 러브 리란
- 부장 카제바나 린코의 사랑~회장 시마 고사쿠 특별편~
- 탐정이 너무 빨라
- 블랙 스캔들

### 2019년
- 인생이 즐거워지는 행복의 법칙
- 건너편 바즈루 가족
- 내 남편을 공유하고 있었던
- 치트 ~사기꾼 여러분, 주의하시기 바랍니다~
- 탐정이 너무 빨라 스페셜

### 2020년
- 런치 미팅 탐정 ~사랑과 맛집과 수수께끼와~

## 같이 보기
- 신드라
- 어른의 토드라
- 닛폰 TV 방송망 일요드라마
- 간사이 TV 화요일 밤 9시 드라마